# Tressange
Tressange település Franciaországban, Moselle megyében. Lakosainak száma 2464 fő (2022. január 1.). Tressange Aumetz, Boulange, Havange, Ottange és Rochonvillers községekkel határos.

## Népesség
A település népessége az elmúlt években az alábbi módon változott:
| Lakosok száma | 1994 | 2069 | 2138 | 2132 | 2172 | 2220 | 2301 | 2383 | 2464 |
|               | 2013 | 2015 | 2016 | 2017 | 2018 | 2019 | 2020 | 2021 | 2022 |